# Eumorpha cissi
Espèce
Eumorpha cissi est une espèce d'insectes lépidoptères de la famille des Sphingidae, sous-famille des Macroglossinae, de la tribu des Philampelini et du genre Eumorpha.

## Description
L'espèce ressemble à Eumorpha anchemolus, mais la couleur de fond du dessus est gris verdâtre foncé et le sommet antérieur est plus falciforme. En outre, il existe un motif plus prononcé de lignes transversales sombres et de bandes sur le dessus de la partie antérieure des ailes.

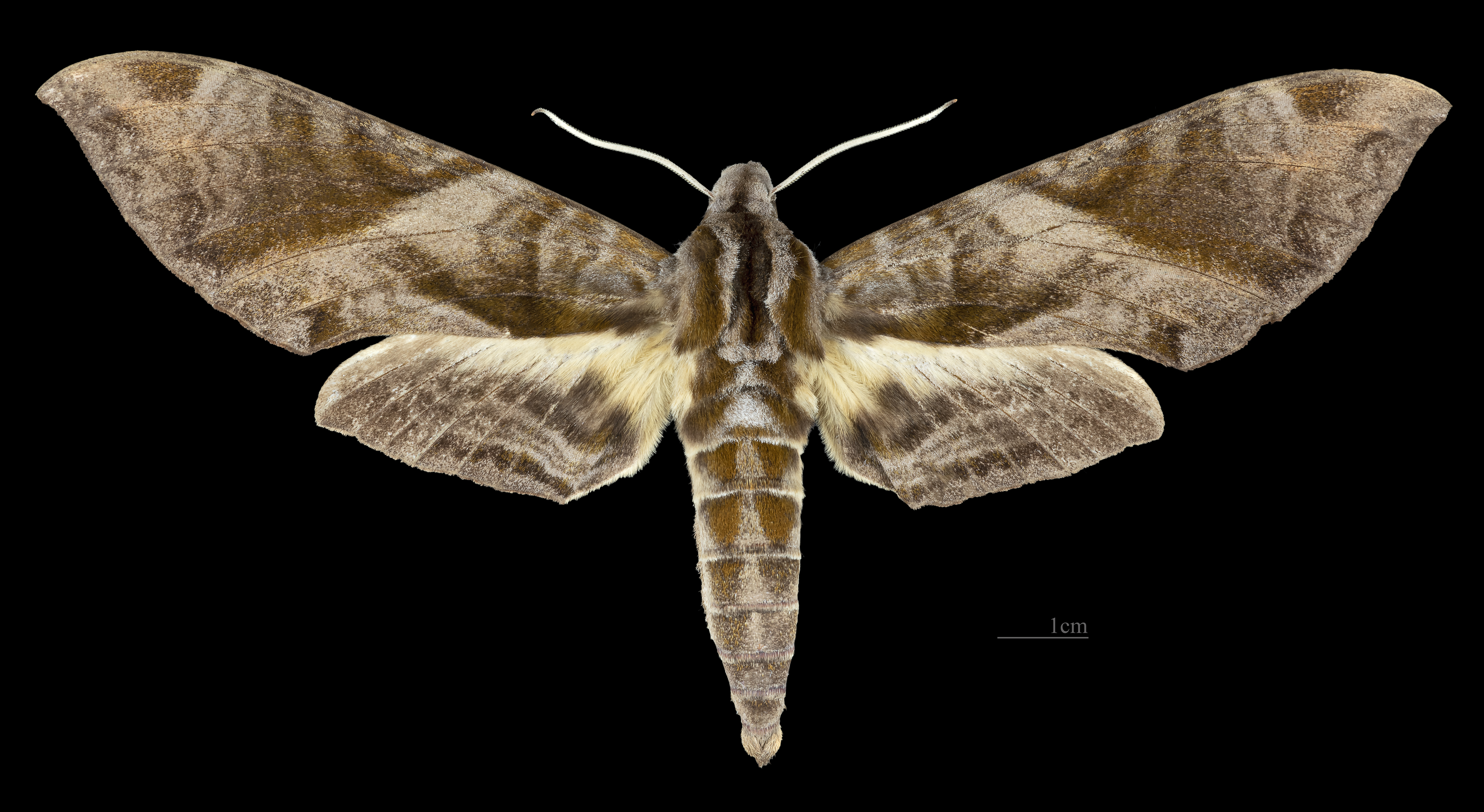
Avers de la femelle (coll.MHNT)
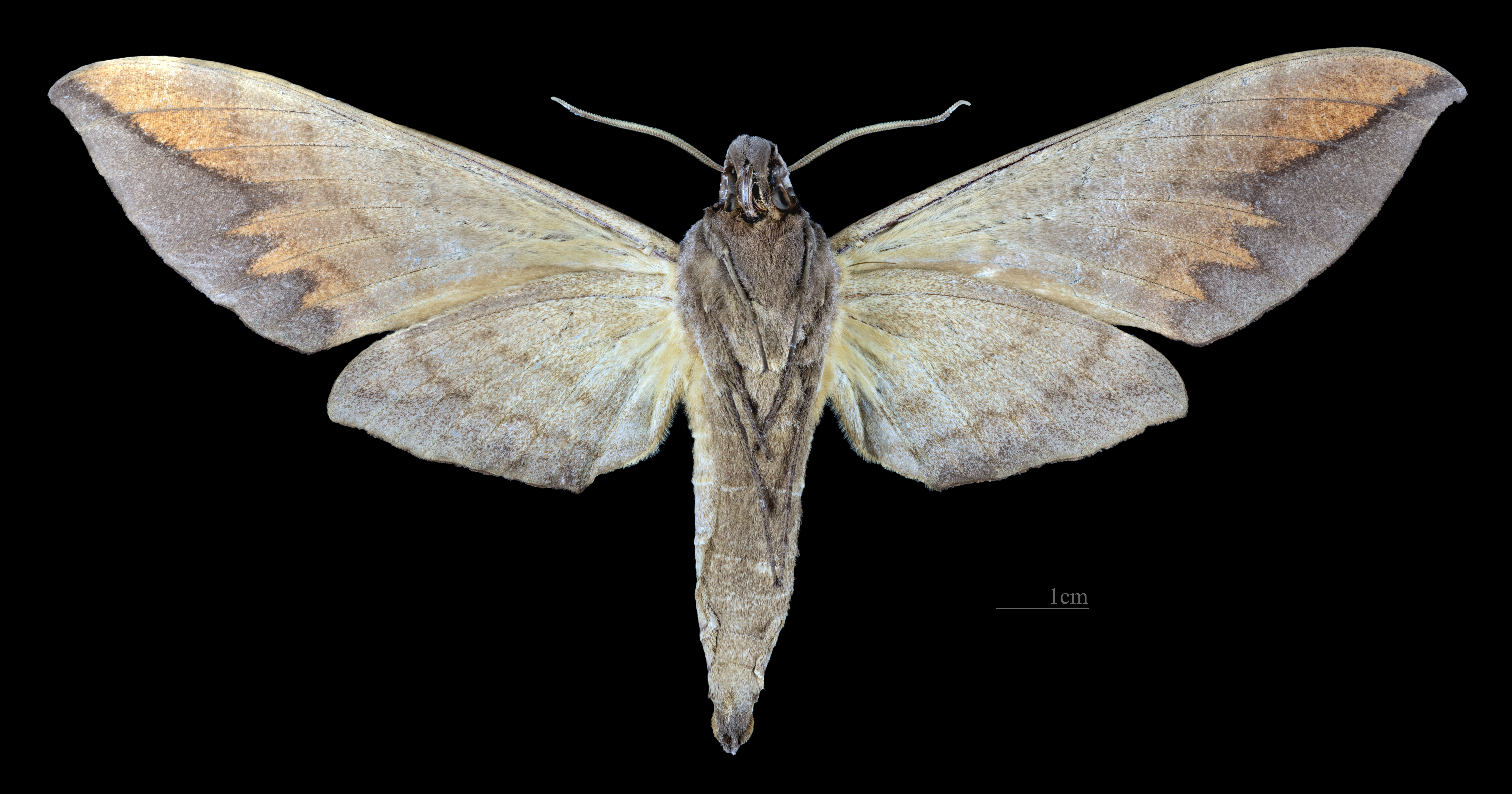
Revers de la femelle (coll.MHNT)

## Distribution
L'espèce se rencontre du Venezuela, jusqu'en Équateur, au Pérou, en Bolivie et au nord-ouest de l'Argentine.

## Biologie
- Les imagos volent de février à mars et d’octobre à novembre en Bolivie.
- Les chenilles se développent sur des plantes grimpantes du genre Vitis
- Les chrysalides sont souterraines.

## Systématique
- L'espèce Eumorpha  triangulum a été décrite par l'entomologiste allemand Ludwig Wilhelm Schaufuss, en 1870, sous le nom initial de Philampelus cissi[1].
- La localité type est :le Venezuela.

### Synonymie
- Philampelus cissi Schaufuss, 1870Protonyme
- Philampelus vini Kirby, 1892